# تشارلز هاتلي
تشارلز هاتلي (بالإنجليزية: Charles Hatley)‏ مواليد 26 يناير 1986 في دالاس، هو ملاكم محترف أمريكي يصنف ضمن فئة وزن خفيف المتوسط.

## إحصائيات
خاض خلال مسيرته 28 نزالا، فاز في 26 وتعادل في 1 وخسر في 1. فاز بالضربة القاضية في 18 نزالا.

## روابط خارجية
- تشارلز هاتلي على موقع بوكس ريك (الإنجليزية) (registration required)